# Nationaal park Narawntapu
Het Nationaal park Narawntapu (formeel bekend onder de naam Asbestos Range) is een nationaal park in Australië. Het park wordt ook wel "Tasmaniës Serengeti" genoemd vanwege de overvloed aan dieren in het Springlawn-gedeelte van het park.
Ben Lomond · 
Cradle Mountain-Lake St Clair · 
Douglas-Apsley · 
Franklin-Gordon Wild Rivers · 
Freycinet · 
Hartz Mountains · 
Kent Group · 
Maria Island · 
Mole Creek Karst · 
Mount Field · 
Mount William · 
Narawntapu · 
Rocky Cape · 
Savage River · 
South Bruny · 
Southwest · 
Strzelecki · 
Tasman · 
Walls of Jerusalem
Nationale parken in: AUS · NSW · NT · QLD · SA · TAS · VIC · WA